# Steinringsberg
Steinringsberg es un estratovolcán y una pequeña caldera situado en Westerwald, Alemania. Sus coordenadas son:  50.663211°   8.226481°